# Reuilly-Sauvigny
Reuilly-Sauvigny – miejscowość i gmina we Francji, w regionie Hauts-de-France, w departamencie Aisne.
Według danych na styczeń 2014 roku gminę zamieszkiwało 230 osób, a gęstość zaludnienia wynosiła 35,3 osób/km².